# Пиакату
Пиакату (порт. Piacatu)  —  муниципалитет в Бразилии, входит в штат Сан-Паулу. Составная часть мезорегиона Арасатуба. Входит в экономико-статистический микрорегион Биригуи. Население составляет 4689 человек на 2006 год. Занимает площадь 232,543 км². Плотность населения — 20,2 чел./км².

## История
Город основан 1 января 1955 года. 

## Статистика
- Валовой внутренний продукт на 2003 составляет 41.794.201,00 реалов (данные: Бразильский институт географии и статистики).
- Валовой внутренний продукт на душу населения на 2003 составляет 8.970,64 реалов (данные: Бразильский институт географии и статистики).
- Индекс развития человеческого потенциала на 2000 составляет 0,757 (данные: Программа развития ООН).

## География
Климат местности: умеренный.